# Avanguardia Nazionale (1960)
|  | No s'ha de confondre amb Avanguardia Nazionale (1970). |

L'Avanguardia Nazionale original era un moviment extraparlamentari format com un grup de ruptura del Moviment Social Italià (MSI) per Stefano Delle Chiaie el 1960. L'Avantguarda va rebutjar la ruta parlamentària del Moviment Social, preferint en canvi treballar fora del sistema polític per fer caure la democràcia i causar una tornada al feixisme. El grup tenia vinculacions amb Ordine Nuovo i altres grups extremistes. Vincenzo Vinciguerra era un membre cèlebre del grup.